# Маґді Тольба
Маґді Тольба (араб. مجدي طلبه‎, нар. 24 лютого 1964) — єгипетський футболіст, що грав на позиції півзахисника за низку єгипетських і європейських клубних команд, а також національну збірну Єгипту, у складі якої — учасник чемпіонату світу 1990 року і двох розіграшів Кубка африканських націй.

## Клубна кар'єра
У дорослому футболі дебютував 1986 року виступами за команду «Замалек», в якій провів три сезони. 
Своєю грою привернув увагу представників тренерського штабу грецького ПАОК, і 1989 року перебрався до Європи. Спочатку був гравцем основного складу команди із Салонік, однак поступово почав отримувати дедалі менше ігрового часу, а за першу частину сезону 1993/94 взагалі не зіграв за ПАОК жодної гри, після чого перейшов до болгарського «Левскі». За півроку став у складі цієї команди чемпіоном Болгарії і володарем національного кубка, хоча його особистий внесок у цю подвійну перемогу обмежився лише епізодичними виходами на поле.
Тож вже влітку 1994 року гравець перебрався на Кіпр, де протягом сезону був гравцем основного складу «Анортосіса», виграв з командою тогорічну першість Кіпру.
Завершував професійну ігрову кар'єру на батьківщині, де протягом 1995–1998 років грав за «Аль-Аглі», після чого ще сезон за «Ісмайлі».

## Виступи за збірну
1988 року дебютував в офіційних матчах у складі національної збірної Єгипту. Протягом кар'єри у національній команді, яка тривала 10 років, провів у її формі 24 матчі, забивши 1 гол.
У складі збірної був учасником чемпіонату світу 1990 року в Італії, де виходив на поле у двох матчах групового етапу, а також Кубка африканських націй 1992 року у Сенегалі і Кубка африканських націй 1996 року у ПАР.